# Інститут телекомунікацій, радіоелектроніки та електронної техніки Національного університету «Львівська політехніка»
Інститут телекомунікацій радіоелектроніки та електронної техніки (ІТРЕ) — навчально-структурний підрозділ Національного університету «Львівська політехніка», створений у жовтні 2001 року на базі радіотехнічного та електрофізичного факультетів.

## Загальна інформація
З метою поліпшення якості підготовки фахівців та забезпечення їх мобільності, починаючи з вересня 2001 року, на підставі ухвали Вченої ради університету було реорганізовано структуру Львівської політехніки. Замість 16 факультетів утворено 12 навчально-наукових інститутів. Відтак, на базі 4-х кафедр радіотехнічного та 3-х кафедр електрофізичного факультетів утворено ІТРЕ. Засновниками згаданих факультетів були відомі вчені в галузях електротехніки, радіотехніки та електроніки: академік АН СРСР О. О. Харкевич, член-кореспондент АН СРСР та АН УРСР К. Б. Карандєєв, проф. Ю. Т. Величко та проф. О. І.  Андрієвський.
Першим директором інституту було призначено доктора технічних наук, професора Б. А. Мандзія. У 2004—2020 роках директором інституту телекомунікацій радіоелектроніки та електронної техніки був доктор технічних наук, професор І. Н. Прудиус, у 2020—2024 роках — доктор технічних наук, доцент Стрихалюк Богдан Михайлович, від 2024 року — доктор технічних наук, доцент Озірковський Леонід Деонісійович.
В інституті готують фахівців за спеціальностями: «Інформаційні технології та системи», «Електроніка», «Електронні комунікації», «Авіоніка», «Мікро-та наноелектроніка», «Біомедична інженерія».
Висококваліфіковану підготовку фахівців в інституті здійснюють 134 особи професорсько-викладацького складу, близько 40 працівників науково-дослідних лабораторій, 45 осіб навчально-допоміжного персоналу. Із загального числа професорсько-викладацького складу інституту 83 відсотки — це висококваліфіковані спеціалісти з науковими ступенями і вченими званнями, з яких 20 відсотків — доктори наук, професори та 63 відсотки — кандидати наук, доценти.

### Перелік освітніх програм
- 126 Інформаційні системи та технології;
- 163 Біомедична інженерія;
- 171 Електроніка;
- 172 Електронні комунікації та радіотехніка;
- 172 Авіоніка;
- 176 Мікро- та наносистемна техніка.

## Кафедри
Навчальний процес за вказаними напрямами і спеціальностями забезпечують 6 кафедр інституту:
- кафедра електронних засобів інформаційно-комп'ютерних технологій (ЕЗІКТ) — завідувач кафедри: д.т.н., професор Романишин Юрій Михайлович;
- кафедра напівпровідникової електроніки (НПЕ) — завідувач кафедри: д.т.н., професор Дружинін Анатолій Олександрович];
- кафедра теоретичної радіотехніки і радіовимірювань (ТРР) — завідувач кафедри: д.т.н., професор Горбатий Іван Володимирович;
- кафедра радіоелектронних пристроїв і систем (РЕПС) — завідувач кафедри: д.т.н., доцент Оборжицький Валерій Іванович;
- кафедра телекомунікацій (ТК) — завідувач кафедри: д.т.н., професор Климаш Михайло Миколайович;
- кафедра електронної інженерії (ЕЛІ) — завідувач кафедри: д.т.н., професор Яремчук Ірина Ярославівна.

Для підготовки науково-педагогічних кадрів і захисту докторських та кандидатських дисертацій в інституті створено 3 спеціалізовані Вчені ради за 9 спеціальностями, на яких за останні 5 років працівниками і аспірантами інституту захищено 13 докторських та 35 кандидатських дисертацій.

### Кафедра електронних засобів інформаційно-комп'ютерних технологій (ЕЗІКТ)
Організована на базі кафедри конструювання та технології виробництва радіоапаратури (КТРА), створеної вперше в Україні відповідно до рішення колегії Міністерства вищої і середньої спеціальної освіти УРСР № 10 від 8 січня 1960 року. Ініціатива організації кафедри належала доцентові Євгену Федоровичу Заморі, який був її першим завідувачем до 1974 року. Від 2000 року кафедрою завідував професор Володимир Андрійович Павлиш, під керівництвом якого сформована наукова школа фізико-технологічного моделювання радіоелектронних засобів. Нині кафедрою завідує доктор технічних наук, професор Романишин Юрій Михайлович.
Професорсько-викладацький склад кафедри налічує 24 особи, серед яких 3 доктори наук, 4 професори, 15 доцентів, кандидатів наук: Ю. М. Романишин — доктор технічних наук, професор, завідувач кафедри; М. Д. Матвійків — доктор технічних наук, професор; В. А. Павлиш — кандидат технічних наук, професор; Є. В. Сторчун — доктор технічних наук, професор; кандидати технічних наук, доценти І. В. Атаманова, Г. М. Васьків, З. П. Весоловський, О. М. Воблий, Б. С. Вус, Л. К. Гліненко, Л. І. Закалик, Р. О. Корж, Т. А. Смердова, В. М. Фаст, Г. В. Юрчик, Є. І. Яковенко, К. І. Янгурський; кандидати фізико-математичних наук, доценти В. В. Гоблик, В. І. Процик, В. І. Лозинський.
За час існування кафедри підготовлено 7 докторських і 45 кандидатських дисертацій, видано понад 40 монографій.
Кафедра здійснює підготовку бакалаврів за напрямом «Електронні апарати» (з 2007 навчального року — «Радіоелектронні апарати»), спеціалістів та магістрів за спеціальностями: «Виробництво електронних засобів» зі спеціалізацією «Електронні засоби бізнес-технологій та банківських систем»; «Біотехнічні та медичні апарати і системи»; «Технології та засоби телекомунікацій».

### Кафедра радіоелектронних пристроїв і систем (РЕПС)
Створена у 1952 році одночасно з радіотехнічним факультетом. Спочатку мала назву «Радіоприймальні пристрої» і стала профільною за спеціальністю «Радіотехніка». Першим завідувачем кафедри був доктор технічних наук, професор, а згодом член-кореспондент Академії наук Радянського Союзу К. Б. Карандєєв, який заклав основи наукових досліджень і створення радіоелектронних пристроїв різноманітного призначення.
Останнє десятиліття наукового життя кафедри характеризується появою нових напрямів досліджень. Виконується комплекс робіт щодо побудови скануючих телевізійних мікроскопів з високою роздільною здатністю, які дають можливість у реальному часі проводити дослідження фізичних і нових біологічних мікрооб'єктів (керівник — доцент В. І. Шклярський). Під керівництвом завідувача кафедри, професора І. Н. Прудиуса розвинуто напрям наукових досліджень зі створення методів і систем формування та відновлення зображень, цифрової обробки сигналів за умов інтенсивних завад. За цією тематикою захищено 5 кандидатських дисертацій, підготовлено та видано навчальні підручники, посібники, конспекти лекцій.
Навчальний процес студентів забезпечують 3 професори — І. Н. Прудиус, Б. Є. Рицар, В. О. Нічога, 9 доцентів — Л. В. Лазько, М. Й. Николишин, В. І. Оборжицький, К. М. Радіончик, О. В. Самсонюк, Л. А. Сніцарук, М. М. Сумик, Ю. І. Шаповалов, В. І. Шклярський, 5 старших викладачів — М. М. Гнатчук, С. Г. Іваночко, А. О. Кузик, В. Г. Протасевич, В. Г. Сторож та асистент В. В. Мінзюк.
З часу створення кафедра підготувала понад 7000 інженерів і спеціалістів у галузі радіоелектроніки, частина з яких працюють і за межами України.

### Кафедра електронної інженерії (ЕЛІ)
1 вересня 1963 року відповідно до рішення колегії Міністерства вищої та середньої спеціальної освіти УРСР на радіотехнічному факультеті Львівського політехнічного інституту створено кафедру електронних приладів. Її завідувачем протягом 1963–1979 років був кандидат технічних наук, доцент Е. М. Мушкарден. У 1979—2020 роках кафедру очолював доктор технічних наук, професор Готра Зенон Юрійович, у 2021—2022 роках — доктор фізико-математичних наук, професор Микитюк Зіновій Матвійович. На 2021 рік кафедра налічувала 16 викладачів (5 професорів, 11 доцентів), які здійснювали підготовку інженерних кадрів за напрямом «Електроніка» та займалися науковою роботою.
Кафедра фотоніки створена у Львівському політехнічному інституті згідно з наказом Ректора № 132-10 від 30 грудня 1993 року під назвою «Лазерна техніка та оптоелектронні системи». За ініціативи «Львівської політехніки» та Харківського військового університету в Україні було відкрито нову спеціальність — «Лазерна та оптоелектронна техніка», яка згодом була виокремлена в однойменний напрям фахової підготовки 6.0911 «Лазерна та оптоелектронна техніка», а відтак — у 051004 «Оптотехніка». У червні 2002 року кафедра лазерної техніки та оптоелектронних систем отримала назву кафедри фотоніки (наказ № 113-07 від 21 червня 2002 року). Організатором кафедри та її завідувачем з часу створення був доктор технічних наук, професор Бобицький Ярослав Васильович.
21 березня 2022 року згідно з наказом Ректора № 125-1-10 від 17 березня 2022 року в Інституті телекомунікацій, радіоелектроніки та електронної техніки Національного університету «Львівська політехніка» шляхом об'єднання кафедри фотоніки та кафедри електронних приладів створено кафедру електронної інженерії. Науково-педагогічні працівники кафедри електронної інженерії, зокрема 7 докторів та 7 кандидатів наук, мають значний досвід наукових досліджень у електроніці та фотоніці. Ними опубліковано значна кількість статей в найпрестижніших наукових журналах (Q1 і Q2) Європи та США. Беруть участь у спільних дослідницьких проєктах з ЄС. Завідувач кафедри від часу її заснування — доктор технічних наук, професор Яремчук Ірина Ярославівна.

## Адміністрація
- Директор — Озірковський Леонід Деонісійович, доктор технічних наук, доцент кафедри теоретичної радіотехніки та радіовимірювань.
- Заступник директора — Кайдан Микола Володимирович, професор, доктор технічних наук, професор кафедри телекомунікацій.
- Заступник директора — Кремер Ірина Петрівна, доцент, кандидат технічних наук, доцент кафедри електронної інженерії.
- Заступник директора — Фаст Володимир Миколайович, доцент, кандидат технічних наук, доцент кафедри електронних засобів інформаційно-комп’ютерних технологій.
- Заступник директора — Брич Микола Володимирович, кандидат технічних наук, доцент кафедри телекомунікацій.

## Навчальні корпуси
Кафедри Інституту телекомунікацій, радіоелектроніки та електронної техніки розташовані в наступних корпусах:
- 3-й навчальний корпус (пл. Святого Юра, 1) — кафедри ЕЛІ, НПЕ;
- 11-й навчальний корпус (вул. Професорська, 2) — кафедри ЕЗІКТ, РЕПС, ТК, ТРР.